# Уопаконета
Уопаконета (англ. Wapakoneta, /ˌwɔːpəkəˈnɛtə/) — город и административный центр округа Оглейз, штат Огайо, США. Располагается на берегу реки Оглейз, примерно в 90 км к северу от Дейтона и в 134 км к югу от Толидо. Население по переписи 2020 года составляло 9957 человек. Входит в объединенную статистическую область Лайма–Ван-Уэрт–Селайна.
Нил Армстронг, первый человек, побывавший на Луне, родился вырос в Уопаконете, сейчас в городе находится Музей авиации и космонавтики Армстронга.

## История

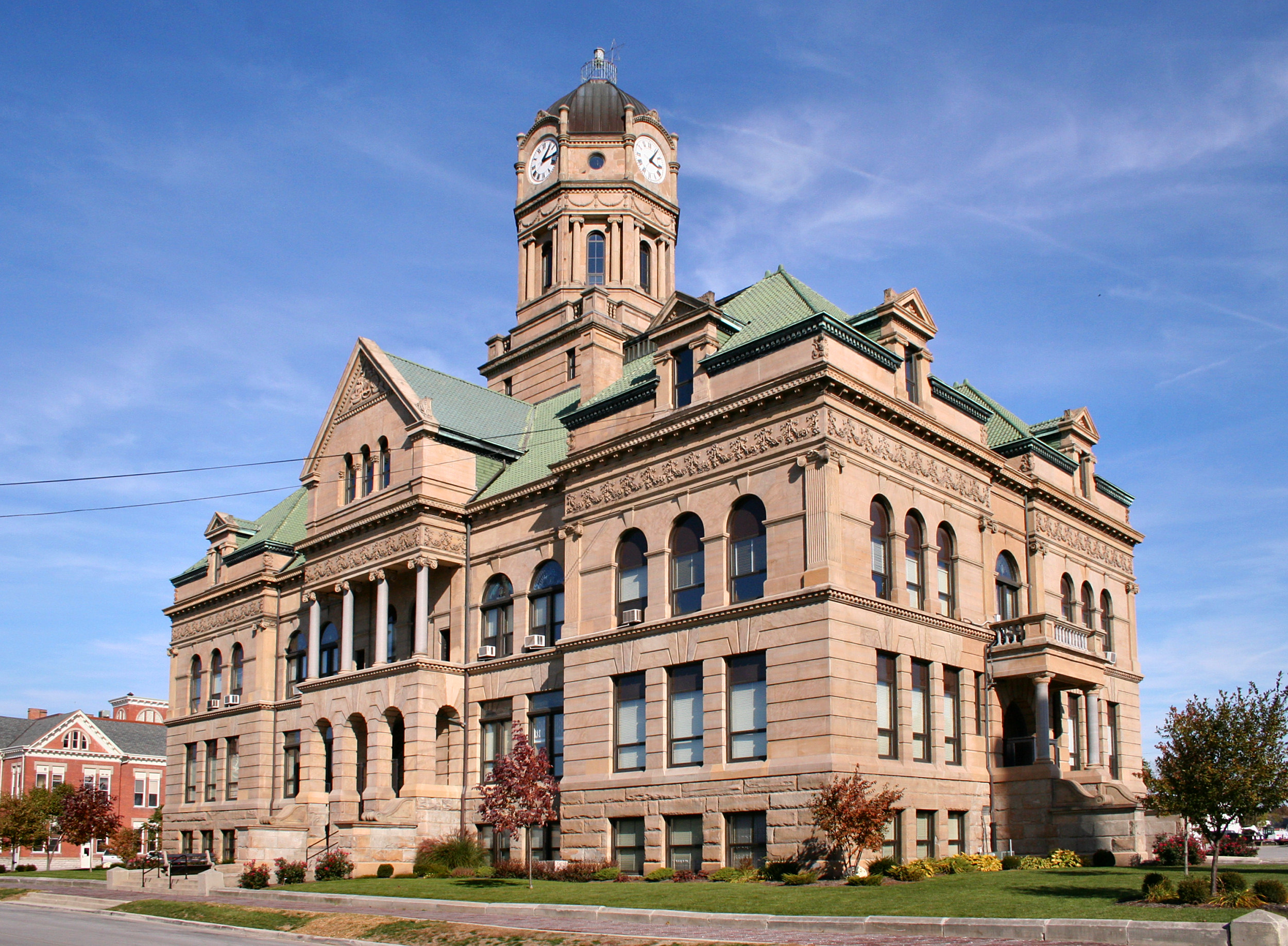
Здание суда округа Оглейз.

В 1748 году французы построили торговый пост Форт-о-Глейз, примерно в 800 м к северо-востоку от современной Уопаконеты. После поражения французов в Семилетней войне, торговый пост заняли британцы. Ни они, ни более поздние американцы (после обретения независимости) не возводили на месте поста форт. Впоследствии, в 1784 году Франко-канадские торговцы также заняли торговый пост на этом месте, который был заброшен после битвы при Фоллен-Тимберс в 1794 году. 
В 1780-х годах на территории города было основано поселение индейцев шауни под названием «Waughpaughkonnetta» (возможно, происходит от слова на языке шауни «Wa-po'kanite», что означает «место белых костей»). После того, как племя шауни было перемещено в Канзас в 1831 году, Уопаконета была официально зарегистрирована 1833 году, а в 1848 году стала центром округа Оглейз.
В 1972 в Уопаконете открылся Музей авиации и космонавтики Армстронга.

## География
По данным Бюро переписи населения США, город занимает площадь 16,21 квадратных километров, из которых 16,08 квадратных километров приходится на сушу и 0,13 квадратных километров — на водную поверхность. 
Уопаконета находится на реке Оглейз и включает в себя части тауншипов Дюшуке, Пушета и Молтон.

## Население
По данным переписи 2010 года в городе проживало 9867 человек, было 4037 домохозяйств и 2614 семей. Плотность населения составляла 613,5 жителей на квадратный километров. Насчитывалось 4332 единицы жилья при средней плотности 269,3 человек на квадратный километр. Расовый состав города был следующим: 97,1% белых, 0,4% афроамериканцев, 0,3% коренных американцев, 0,4% азиатов, 0,6% представителей других рас и 1,2% представителей двух или более рас. Латиноамериканцы любой расы составляли 1,6% населения.
Из 4037 домохозяйств в 32,6% проживали дети в возрасте до 18 лет, 46,7% были супружескими парами, проживающими вместе, 12,8% состояли из домохозяйки без мужей, 5,3% состояли из домохозяина-мужчины без жены, и 35,2% из несемейных людей. 30,5% всех домохозяйств состояли из отдельных лиц, а 13,1% состояли из отдельных лиц в возрасте 65 лет или старше. Средний размер домохозяйства составлял 2,39 чел, а средний размер семьи — 2,95 чел.
Средний возраст жителей города составил 37 лет. 25,2% жителей были моложе 18 лет; 8,6% были в возрасте от 18 до 24 лет; 26% были в возрасте от 25 до 44 лет; 24,4% были в возрасте от 45 до 64 лет; и 15,6% были в возрасте 65 лет и старше. Гендерный состав города был следующим: 47,8% мужчин и 52,2% женщин.

## Образование
Город обслуживается старшей школой Уопаконеты. В городе есть публичная библиотека, главный филиал Публичной библиотеки округа Оглейз. 

## Известные уроженцы
- Нил Армстронг — астронавт, участник программ NASA Gemini 8/Apollo 11, первый человек на Луне.
- Кент Бойд[англ.] — танцор, финалист SYTYCD.
- Чарльз Брэдинг[англ.] — фармацевт и политик.
- Дженнифер Крузи[англ.] — писательница, автор любовных романов.
- Джордж Рассел Дэвис[англ.] — член Верховного суда территории Аризоны.
- Боб Юинг[англ.] — игрок Главной лиги бейсбола.
- Дэн Ньюленд[англ.] — журналист, переводчик и писатель.
- Дадли Николс — оскароносный сценарист.

## Города-побратимы
Уопаконета имеет отношения со следующими городами-побратимами:
- Ленгерих, Германия